# Филип Боулер
Филип Боулер (на немски: Philipp Bouhler) е висш нацистки функционер (райхслайтер), член на СС.
Той е началник на канцеларията на Хитлер, отговарял за т. нар. Акция Т4 – програма за насилствена евтаназия на инвалиди и неизлечимо болни.
Боулер е арестуван на 10 май 1945 г. от американски войски. Самоубива се в затворнически лагер в Цел ам Зее, Австрия на 19 май 1945 г.

## Произход и младежки години
Филип Боулер е роден на 11 септември 1899 г. в Мюнхен, дете на пенсиониран полковник. През 1912 г. влиза в Кралския баварски кадетен корпус за 5 години. Участва в Първата световна война и е лошо ранен. От 1919 до 1920 г. следва философия в течение на 4 семестъра, а през 1921 г. става сътрудник на издателската къща, която публикува вестник „Фьолкишер Беобахтер“.

## Нацистка дейност
Боулер се присъединява към Нацистката партия през юли 1922 г. с членски номер 12. Към есента на 1922 г. той става заместник управител на партията. След проваления Бирен пуч в Мюнхен и последвалото реформиране на партията през 1925 г., той става неин държавен секретар. След като нацистите завземат властта през 1933 г., той става райхслайтер и член на Райхстага за Вестфалия. Присъединява се към СС с ранг групенфюрер на 20 април 1933 г. с членски номер 54 932. На 30 януари 1936 г. е повишен на обергрупенфюрер.
През август 1934 г. Боулер става полицейски началник на Мюнхен, месец по-късно е назначен за началник на канцеларията на Хитлер, пост, който е специално създаден на 17 ноември 1934 г. Работи на тази позиция до 23 април 1945 г. В работата си той може да подготвя тайни укази или да управлява вътрешни дела, преди да бъдат представени на фюрера. Освен това Боулер е и началник на Комисията за защита на националсоциалистическата литература, която определя кои творби са подходящи за нацисткото общество и кои не.
Службата на Боулер е отговорна за цялата кореспонденция с Хитлер, която включва лични и вътрешни комуникации, както и отговори до публични запитвания (например, молби за помощ, кръстничество, работа, милост, партийна дейност и пожелания за рожден ден). Към 1944 г. голяма част от функциите на канцеларията са абсорбирани от партийното канцлерство под управлението на Мартин Борман.
През 1942 г. Боулер публикува книгата „Наполеон – кометният път на гения“, която става една от любимите на Хитлер.

## Престъпления
Боулер е отговорен за убиването на нетрудоспособните граждани на Германия. По нареждане на Хитлер, Боулер и Карл Бранд разработват ранната нацистка програма за насилствена евтаназия, Акция Т4, в която душевно болните и инвалидите биват убивани. Действителното изпълнение на плана се съблюдава от Боулер. Опитани са различни методи за убиване. Придобитите знания от програмата по евтаназия по-късно се прилагат в промишленото избиване на други групи хора като евреите.
През 1941 г. Боулер и Химлер дават ход на Акция 14f13. Боулер инструктира началника на Главен офис II на канцеларията Виктор Брак да изпълни това нареждане. Брак вече е зает с различните фронтови действия на T4.

## Смърт
Боулер и жена му Хелене са арестувани от американски войски в близост до Цел ам Зее, Австрия, на 10 май 1945 г. Малко след това се самоубиват. Жена му скача през прозорец на замъка Фишхорн. Боулер използва ампула с цианид, докато е затворен в лагер в Цел ам Зее на 19 май 1945 г. Двойката не оставя деца.